# ORP Narew
ORP Narew – polski średni okręt desantowy (ODS) z okresu zimnej wojny, jedna z dziewięciu zbudowanych dla Polski jednostek projektu 770D. Okręt mierzył 73 metry długości, 8,52 metra szerokości i miał zanurzenie od 0,9 do 1,85 metra, a jego wyporność pełna wynosiła 751 ton. Uzbrojony był w podwójny zestaw armat automatycznych AK-230 kalibru 30 mm i dwie wyrzutnie niekierowanych pocisków rakietowych kalibru 140 mm, mogąc zabrać na pokład maksymalnie pięć czołgów T-54 lub PT-76.
Okręt został zwodowany 9 listopada 1963 roku w Stoczni Północnej im. Bohaterów Westerplatte w Gdańsku, a do służby w Marynarce Wojennej wcielono go 8 marca 1964 roku. Intensywnie eksploatowana jednostka, oznaczona numerami taktycznymi 893, 826 i 848 większość okresu służby spędziła w 2. Brygadzie Okrętów Desantowych 8. Flotylli Obrony Wybrzeża w Świnoujściu. ORP „Narew” został skreślony z listy floty po ponad 26-letnim czasie użytkowania w kwietniu 1990 roku, a następnie został sprzedany i pływał jako jednostka cywilna pod nazwą „Trans-Baltic”.

## Projekt i budowa
Głównym zadaniem polskiej Marynarki Wojennej przydzielonym przez ZSRR w ramach istniejącego od 1955 roku Układu Warszawskiego w planowanych działaniach ofensywnych przeciwko NATO był współudział w operacji desantowej na Półwysep Jutlandzki, co umożliwiłoby opanowanie Cieśnin Duńskich i wyjście na Morze Północne. Wobec braku w polskiej Marynarce Wojennej nowoczesnych środków desantowych, w 1957 roku w gdańskim Centralnym Biurze Konstrukcji Okrętowych nr 2 (CBKO-2) rozpoczęto prace nad projektem okrętu desantowego, noszącym numer 765 i nazwę kodową Orkan. W 1959 roku Polska dostała od ZSRR wytyczne i wymagania do zbudowania średniego okrętu desantowego na potrzeby jego marynarki, znacznie różniące się od polskiego projektu, nad którym prace zostały przerwane. Pierwszy wariant nowego, dostosowanego do radzieckich wymagań projektu o numerze 770 został opracowany pod kierunkiem mgra inż. Stanisława Wojnowskiego w czerwcu 1960 roku, jednak zarówno ten, jak i dwa następne nie uzyskały akceptacji; dopiero czwarty, o symbolu 770D został przyjęty przez stronę radziecką do realizacji. Jednostka miała być średnim okrętem desantowym (ODS) przeznaczonym do transportu sprzętu bojowego i jego desantowania w rejonach obejmujących wszystkie teatry działań marynarki ZSRR z wyjątkiem Oceanu Spokojnego. Jednopokładowy okręt miał mieć zdolność pływania przy stanie morza 6 i desantowania przy stanie morza 2, a jego ładownia mogła zmieścić sprzęt wojskowy o masie 183 ton w postaci czterech czołgów ciężkich (IS-2) albo pięciu średnich (T-34/85) lub pływających (PT-76), a zamiennie także trzech haubic kalibru 122 lub 152 mm, dziewięciu samochodów ciężarowych (ZiS-151) i 19 samochodów terenowych (GAZ-69). Zamówienie na budowę jednostek projektu 770D zostało ulokowane w Stoczni Północnej im. Bohaterów Westerplatte w Gdańsku, która 15 lipca 1961 roku rozpoczęła prace nad okrętem prototypowym o numerze stoczniowym 770D/1, który po wejściu do służby we Flocie Czarnomorskiej w 1962 roku otrzymał oznaczenie SDK-22. Wkrótce w stoczni rozpoczęto budowę serii kolejnych 14 okrętów, z których dziewięć miało trafić pod polską banderę (jednostki z numerami stoczniowymi 770D/5, 6, 7, 10, 11, 12, 13, 14 i 15).
Przyszły ORP „Narew” zbudowany został w Stoczni Północnej im. Bohaterów Westerplatte w Gdańsku (numer stoczniowy 770D/7). Stępkę okrętu położono 20 marca 1962 roku, a zwodowany został 9 listopada 1963 roku. Jednostka otrzymała nazwę rzeki związanej z historią polskiej wojskowości – Narwi. Cena okrętu bez uzbrojenia wynosiła około 58 mln złotych.

## Dane taktyczno-techniczne

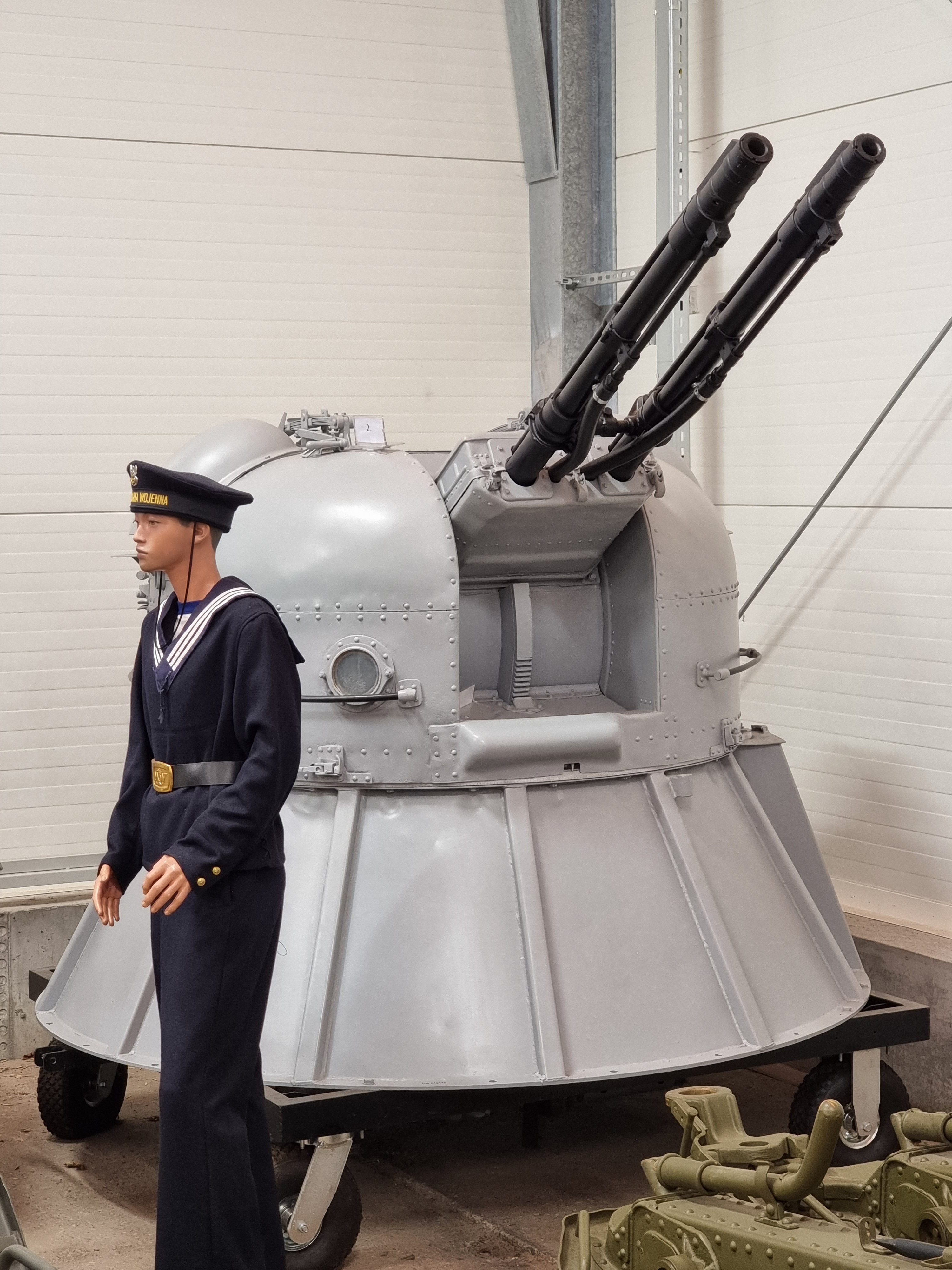
Zestaw artyleryjski AK-230 eksponowany w Parku Militarnym Muzeum Wojska w Białymstoku

Jednostka była płaskodennym okrętem desantowym średniej wielkości. Długość całkowita wynosiła 73 metry (70 metrów między pionami), szerokość 8,52 metra i zanurzenie od 0,9 metra na dziobie do 1,85 metra na rufie. Wykonany ze stali, całkowicie spawany kadłub jednostki miał na tępym dziobie dwuskrzydłowe, otwierane na boki wrota o wymiarach 3,7 × 3,26 metra, przez które za pomocą opuszczanej i wysuwanej rampy zjazdowej odbywał się wyładunek sprzętu wojskowego. Mechanizm otwierania wrót i opuszczania rampy napędzany był za pomocą wyciągarek elektrycznych poprzez system linowy. W przebiegającym niemal na całej długości kadłuba dnie podwójnym mieściły się zbiorniki balastowe, paliwa i wody. Większa część pokładu nie miała zabudowy z powodu znajdujących się na nim dwóch przesuwnych luków do ładowni, o wymiarach 15 × 2,7 metra na dziobie i 3 × 2,7 metra w części rufowej, lecz w wolnych miejscach znajdowała się duża liczba pojemników zwierających pneumatyczne tratwy ratunkowe. Ładownia miała długość 41,8 metra, szerokość 5,3 metra i wysokość 3,36 metra. Na lewej burcie znajdowała się winda kotwiczna służąca do obsługi jednej, umieszczonej w kluzie kotwicy. Kadłub za ładownią podzielony był na cztery przedziały wodoszczelne, przy założeniu dwuprzedziałowej niezatapialności. W pierwszym, dwukondygnacyjnym przedziale znajdowały się pomieszczenia oficerskie i podoficerskie, centrala artyleryjska, pomieszczenie z logiem, echosondą i żyroskopem oraz pomieszczenie dla żołnierzy desantu. W drugim przedziale znajdowała się siłownia okrętowa, w której oprócz silników głównych i agregatów prądotwórczych znajdował się kocioł parowy; w trzecim pomieszczenia załogi i żołnierzy desantu, a czwarty (skrajnik rufowy), zajmowała maszyna sterowa. Rufa zakończona była pawężą, do której zamocowano dodatkową kotwicę mogącą służyć do awaryjnego ściągnięcia jednostki z plaży, gdyby zawiódł system oparty na zbiornikach balastowych.
Na pokładzie w części rufowej znajdowała się wykonana z hydronalium nadbudówka z masztem i niewielkim, opływowym kominem, a za nią umiejscowiono urządzenia kotwiczne i łódź ratunkową wraz z żurawikami. Dolna kondygnacja nadbudówki mieściła barbetę dla stanowiska artyleryjskiego, kabiny dowódcy i oficerską, kambuz z magazynem żywności, mesę, pomieszczenie akumulatorów, filtry powietrza, rozbieralnię, umywalnię oraz ubikacje oficerskie i załogi. Na jej drugiej kondygnacji znalazły się opancerzone główne stanowisko dowodzenia, sterówka oraz pomieszczenia nawigacyjne i łączności, a powyżej umieszczono otwarte, obrotowe stanowisko dowodzenia z celownikami broni artyleryjskiej i rakietowej. Wyporność standardowa wynosiła 704 tony, pełna 751 ton, a maksymalna 771 ton.
Okręt napędzany był przez dwa nawrotne, 12-cylindrowe dwusuwowe silniki wysokoprężne 40D o nominalnej mocy 1620 kW (2200 KM) przy 750 obr./min i maksymalnej 1620 kW (2500 KM) przy 760 obr./min każdy, poruszające dwie stałe śruby. Maksymalna prędkość okrętu wynosiła 18,5 węzła. Zasięg wynosił 1000 Mm przy prędkości 16 węzłów. Energię elektryczną zapewniały cztery generatory główne produkcji zakładów z Andrychowa o mocy 52 kVA każdy, składające się z samowzbudnej, synchronicznej prądnicy i silnika wysokoprężnego S324 o mocy 55 kW (75 KM) przy 1500 obr./min (nominalnie używane były trzy, a czwarty był awaryjny). Autonomiczność okrętu wynosiła pięć dób.
Uzbrojenie artyleryjskie jednostki stanowił początkowo jeden podwójny zestaw armat automatycznych AK-230 kalibru 30 mm, z łącznym zapasem amunicji wynoszącym 1000 naboi, umieszczony przed nadbudówką na osi symetrii okrętu, z celownikiem elektromechanicznym Kołonka. Oprócz tego na pokładzie głównym na każdej burcie zainstalowane były dwie osiemnastolufowe wyrzutnie WM-18 niekierowanych pocisków rakietowych kalibru 140,4 mm, z łącznym zapasem 180 pocisków. Pocisk odłamkowo-burzący M14-OF miał długość 1,085 metra i masę 39,6 kg, jego prędkość początkowa wynosiła 400 m/s, a zasięg sięgał 9,8 km. W 1975 roku dodano drugie stanowisko AK-230 na przedłużonej rufowej części nadbudówki, podwajając też zapas amunicji do 2000 naboi na stanowisko ogniowe. W latach 1981–1982 zainstalowano na pokładzie głównym przed nadbudówką dwie poczwórne wyrzutnie Fasta-4M rakiet przeciwlotniczych bardzo bliskiego zasięgu samonaprowadzających się na podczerwień Strzała-2M (z łącznym zapasem 16 pocisków). Jednostka wyposażona była też w zrzutnie dla sześciu świec dymnych.
Wyposażenie radioelektroniczne obejmowało radar nawigacyjny Doniec, radar kierowania ogniem artyleryjskim MR-104 Ryś, system rozpoznawczy „swój” Chrom-K, radiostację UKF R-609M, nadajnik SF/KF Jorsz-R, dwa odbiorniki Wołna-K, żyrokompas Kurs-4, kompas magnetyczny YKP-M3, kompas namiarowy YKP-M1, echosondę NEŁ-5, log MGŁ-25, pracujący w podczerwieni system pływania zespołowego Chmiel i rozgłośnię okrętową Kasztan.
Ładownia jednostki mogła wariantowo pomieścić:
- pięć czołgów średnich lub lekkich T-54A, T-55, T-34/85, PT-76;
- cztery czołgi ciężkie IS-2;
- pięć samobieżnych dział przeciwlotniczych ZSU-57-2;
- pięć transporterów opancerzonych TOPAS, BTR-60P;
- cztery transportery pływające К-61(inne języki), PTS;
- dziewięć samochodów ciężarowych ZiŁ-151;
- 19 samochodów terenowych GAZ-69;
- trzy haubice kalibru 122 mm wraz trzema ciągnikami artyleryjskimi ATS-1;
- trzy haubicoarmaty kalibru 152 mm wraz trzema ciągnikami artyleryjskimi ATS-1[18][21].

Oprócz sprzętu okręt mógł przewozić od 20 do 200 żołnierzy desantu.
Załoga okrętu składała się z 42 osób – 4 oficerów, 14 podoficerów i 24 marynarzy.

## Służba

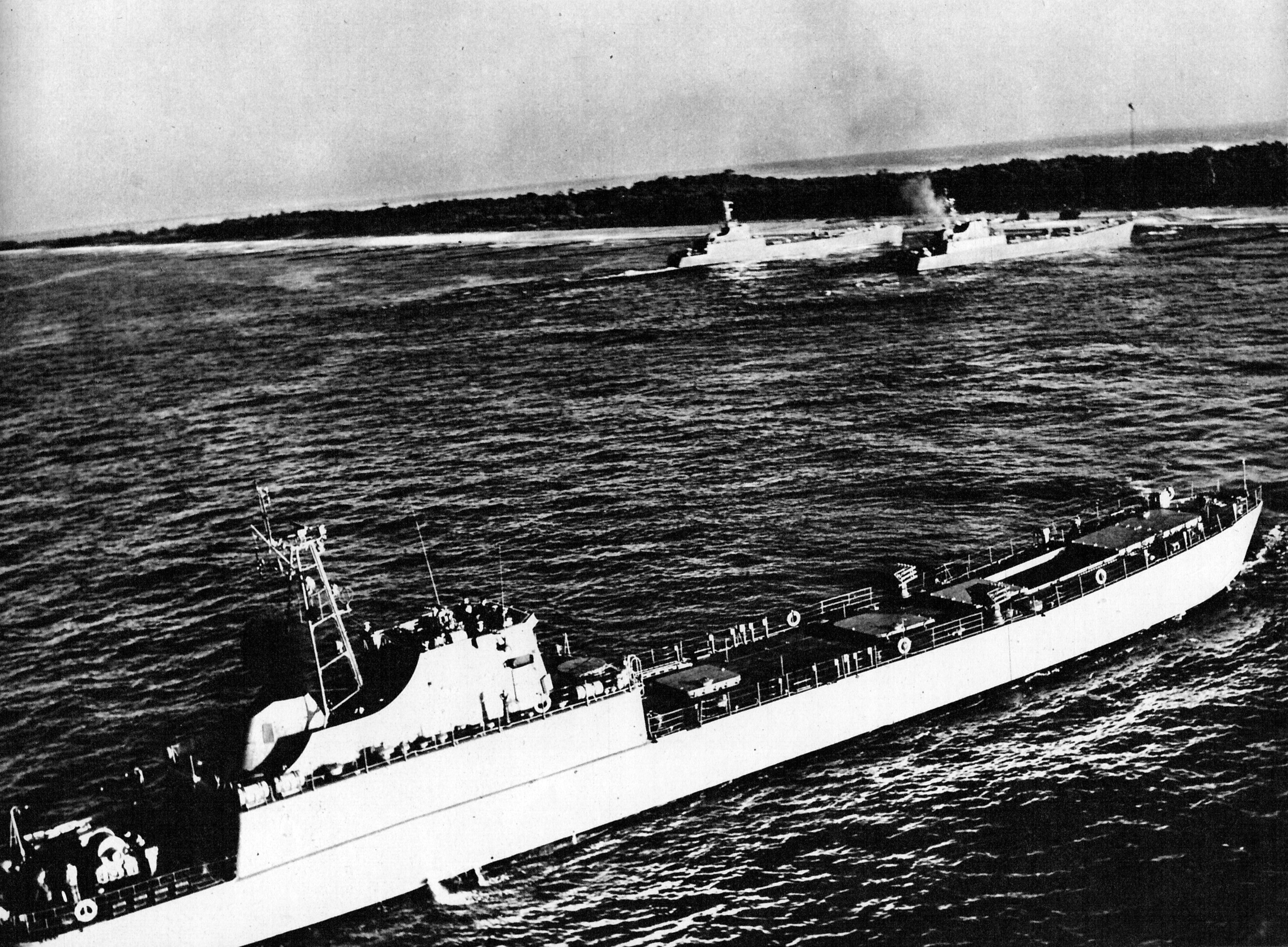
Polskie okręty desantowe proj. 770D podczas ćwiczeń

Okręt został przekazany Marynarce Wojennej 24 lutego 1964 roku. 8 marca 1964 roku w porcie wojennym Świnoujście odbyła się uroczystość wcielenia do służby ORP „Narew”, z przydziałem do miejscowej Flotylli Okrętów Desantowych. Jednostka otrzymała numer taktyczny 893. Pierwszym dowódcą „Narwi” został kpt. mar. Czesław Szlosowski. W momencie wejścia do służby jednostka nie miała zamontowanego stanowiska armat AK-230 ani radaru kierowania ogniem MR-104 Ryś. 12 stycznia 1965 roku na mocy rozkazu dowódcy MW nr 03/org. Flotylla Okrętów Desantowych została rozformowana, a na jej miejsce utworzono 2. Brygadę Okrętów Desantowych. OORP „Narew”, „Bug”, „Oka” i „San” weszły wówczas w skład 1. dywizjonu okrętów desantowych Brygady. 31 maja 1965 roku 2 Brygada Okrętów Desantowych znalazła się w nowo utworzonej 8. Flotylli Obrony Wybrzeża w Świnoujściu.
Podczas służby jednostka wraz z siostrzanymi okrętami desantowymi brała udział w wielu ćwiczeniach polskich sił desantowych oraz manewrach flot sojuszniczych. Przykładowo tylko w 1967 roku odbyły się cztery poważne ćwiczenia sił desantowych (sztabowe, Lato-67, Neptun-67 i Wrzesień-67).
Między lipcem 1970 roku a grudniem 1971 roku w Stoczni Marynarki Wojennej w Gdyni na okręcie zainstalowano stanowisko AK-230 wraz z celownikiem Kołonka i radarem MR-104 Ryś, co wiązało się też z wymianą masztu kratownicowego na słupowy, na którym znalazła się antena radaru. W 1975 roku w Zakładach Remontowych Marynarki Wojennej dokonano wzmocnienia uzbrojenia artyleryjskiego okrętu, dodając drugie stanowisko AK-230 na przedłużonej rufowej części nadbudówki. Pomiędzy 1972 a 1977 rokiem wymieniono radar Doniec na polski TRN-823 i zamiast systemu rozpoznawczego „swój” Chrom-K zamontowano system „swój-obcy” Nichrom-RR.
W maju 1975 roku, w związku z wprowadzeniem przez MW zmiennego systemu numeracji okrętów, jednostce zmieniono numer burtowy na 826. W czerwcu okręt uczestniczył w dużych ćwiczeniach MW o kryptonimie Posejdon-75. W połowie 1976 roku dokonano kolejnej zmiany oznaczenia jednostki, która otrzymała numer 848. Do pierwotnego oznaczenia (893) okręt powrócił w połowie 1978 roku.
W latach 1981–1982 wzmocniono uzbrojenie przeciwlotnicze okrętu, instalując na pokładzie głównym przed nadbudówką dwie poczwórne wyrzutnie Fasta-4M rakiet przeciwlotniczych Strzała-2M (z łącznym zapasem 16 pocisków). W trakcie służby okręt został też przystosowany do wykonywania podczas desantu przejść w polach minowych z użyciem ładunków wydłużonych ŁWD-100/5000 Sosna, które można było w liczbie dziewięciu sztuk przewozić na dziobie. W dniach 4–26 maja 1983 roku okręt wziął udział w wielkich ćwiczeniach sił Marynarki Wojennej o kryptonimie Reda-83.
Na przełomie lat 80. i 90. XX wieku starając się o poprawę stosunków politycznych z NATO polskie władze podjęły decyzję o likwidacji sił desantowych, z punktu widzenia Zachodu wciąż zagrażających Danii. W rezultacie między 1989 a 1991 rokiem skreślono z listy floty 20 z 22 okrętów desantowych należących do 2. Brygady. Wśród nich znalazł się ORP „Narew”, wycofany ze służby po ponad 26-letnim okresie eksploatacji 25 kwietnia 1990 roku.
Jednostka została sprzedana i przebudowana na cywilną, po czym w 1991 roku weszła do eksploatacji w polskim przedsiębiorstwie Trans-Baltic Co. ze Świnoujścia pod nazwą „Trans-Baltic”.

## Dowódcy okrętu
- kpt. mar. Czesław Szlosowski (08.03.1964 – 26.08.1966)[59][60];
- por. mar. Jerzy Komorowski (26.08.1966 – 25.10.1968)[59][61];
- por. mar. Maciej Laskowski (21.10.1968 – 26.08.1972)[59][62];
- por. mar. Kazimierz Jońca (26.08.1972 – 1978)[59][63];
- por. mar. Jerzy Urbaniak (1978 – 01.04.1981)[59][64];
- por. mar. Andrzej Pałka (01.04.1979 – 28.12.1982)[59][65];
- ? (28.12.1982 – 13.06.1983)
- por. mar. Andrzej Nowicki (13.06.1983 – 24.01.1986)[59][66];
- ? (24.01.1986 – 1988)
- por. mar. Piotr Muras (1988 – 15.08.1988)[67];
- por. mar. Janusz Wolski (15.08.1988 – 20.12.1989)[59][68];
- kpt. mar. Stanisław Pelczar (20.12.1989 – 25.04.1990)[59][69].